# 和顺县站
和顺县站位于山西省晋中市和顺县义兴镇，是阳涉铁路和和邢铁路的客货运站，由中国铁路北京局集团管辖，车站中心里程为阳涉线K86+401（和邢线DK0+000）处，离白羊墅站89公里，离悬钟站104公里。

## 历史
- 建于1996年
- 2025年1月27日，本站开通客运服务[2]。

## 旅客列车目的地
截至2025年8月，和顺县站每日停靠2个旅客列车车次，均为过路车，列车车次及目的地如下表：
| 目的地 | 车次  | 列车所属路局 |
| ------ | ----- | ------------ |
| 太原   | K4588 | 太原局集团   |
| 左权   | K4587 | 太原局集团   |